# Roeseliana
A Roeseliana a fürgeszöcskefélék családjának egyik neme. Az ide tartozó fajok egy időben a Metrioptera és a Bicolorana nemek tagjai voltak, míg a Roeseliana-t 2011-ben ismét vissza nem állították. Nevét August Johann Rösel von Rosenhof német entomológusról kapta.

## Fajok
A nembe 9 faj tartozik,  Magyarországon egy faj, a Roesel-rétiszöcske képviseli.
1. Roeseliana ambitiosa (Uvarov, 1924)
2. Roeseliana azami (Finot, 1892)
3. Roeseliana bispina (Bolívar, 1899)
4. Roeseliana brunneri Ramme, 1951
5. Roeseliana epirotica Sablon:Au -
6. Roeseliana fedtschenkoi (Saussure, 1874)
7. Roeseliana oporina (Bolívar, 1887)
8. Roeseliana pylnovi (Uvarov, 1924)
9. Roeseliana roeselii (Hagenbach, 1822) – Roesel-rétiszöcske, típusfaj

## Fordítás
- Ez a szócikk részben vagy egészben  a   Roeseliana című angol Wikipédia-szócikk ezen változatának fordításán alapul.  Az eredeti cikk szerkesztőit annak laptörténete sorolja fel. Ez a jelzés csupán a megfogalmazás eredetét és a szerzői jogokat jelzi, nem szolgál a cikkben szereplő információk forrásmegjelöléseként.